# Wat Phan Lao
 (mars 2018).
Si vous disposez d'ouvrages ou d'articles de référence ou si vous connaissez des sites web de qualité traitant du thème abordé ici, merci de compléter l'article en donnant les références utiles à sa vérifiabilité et en les liant à la section « Notes et références ».
Wat Phan Lao (Thaï: วัดพันเลา) est une ruine du XVIe siècle dans le temple de Wiang Kum Kam, qui est une zone archéologique près de Chiang Mai dans le nord de la Thaïlande.
Aucune information n’existe sur le temple dans les documents historiques, de sorte que le nom utilisé est celui qui est couramment usité par les populations locales.

## Emplacement
En termes modernes, l’emplacement est dans le Sous-District Hnong Phuoung, District Saraphee, Chiang Mai.
Historiquement, l’emplacement était à l’extérieur des murs de l’ancienne ville de Wiang Kum Kam et au nord de l’ancien cours de la rivière Ping, ce qui le rend particulier au sein du groupe archéologique.
Le temple a été mis au jour en 2002 et 2003, révélant un groupe de grandes structures comprenant un plan complexe qui est censé provenir d’ajouts supplémentaires sur le site au fil du temps. Les structures étaient seulement à 50 cm sous la surface avant la fouille. Le site a été compromis par des bulldozers, la construction de routes et l’intrusion des habitations. Parmi les artefacts découverts, une image de Bouddha en bronze doré de 27,2 cm de hauteur qui est considérée comme appartenant à l’art Chiang Saen du XVIe siècle, des motifs en stuc en spirale et floraux, une balustrade d’escalier tuo ngao (dialecte du nord de la Thaïlande), des fragments de tuiles et des couches de moulures d’un chedi. Les preuves suggèrent que les nombreuses fondations étaient des bâtiments religieux.
Les fondations sont divisées en deux groupes, le groupe de l’axe est-ouest et le groupe de l’axe nord-est-sud-ouest.
Il est supposé que le Wat Phan Lao a été un important temple pendant le XVIe siècle.

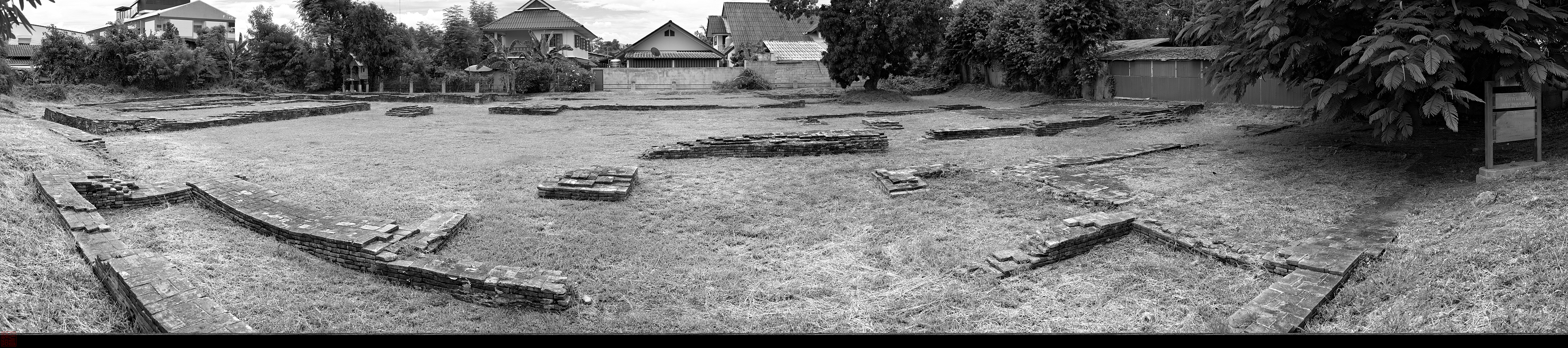
Vue panoramique de Wat Phan Lao, en août 2014.